# زاك هانسون
زاك هانسون (بالإنجليزية: Zac Hanson)‏ هو مغن مؤلف وموسيقي أمريكي، ولد في 22 أكتوبر 1985 في مقاطعة أرلنغتون في الولايات المتحدة.

## وصلات خارجية
- الموقع الرسمي
- زاك هانسون على موقع IMDb (الإنجليزية)
- زاك هانسون على موقع ميوزك برينز (الإنجليزية)
- زاك هانسون على موقع إن إن دي بي (الإنجليزية)
- زاك هانسون على موقع ديسكوغز (الإنجليزية)
- زاك هانسون على موقع قاعدة بيانات الفيلم (الإنجليزية)
- زاك هانسون على موقع كينوبويسك (الروسية)